# América Football Club des Cayes
Maillots
L'América Football Club est un club de football basé à Les Cayes en Haïti.

## Palmarès
- Championnat national (D1) : Ouverture 2014